# Хо-Ни II
10-см самоходная пушка Тип 2 (яп. 一式十糎自走砲), «Хо-Ни II» (яп. ホニ II) — японская самоходная артиллерийская установка (САУ) периода Второй мировой войны, класса самоходных гаубиц. Создана инженерами компании «Мицубиси» в 1942 году на шасси среднего танка Тип 97 «Чи-Ха», всего в 1943—1945 годах было произведено 54 САУ этого типа и ещё 8 было получено путём переоборудования из линейных танков. Несмотря на столь сравнительно небольшой объём выпуска, «Хо-Ни II» стала одной из наиболее многочисленных японских САУ Второй мировой войны. Выпущенные «Хо-Ни II» использовались японскими войсками в боях на завершающем этапе войны.

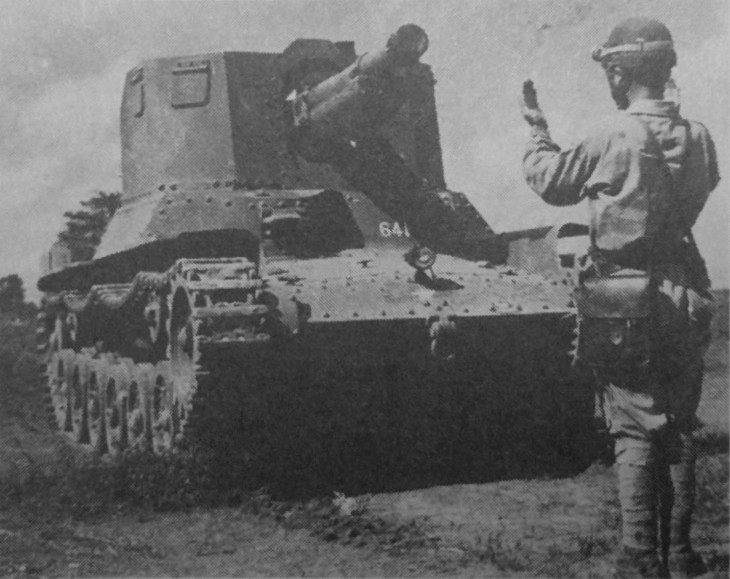